# Telechía
Francisco Labrado Telechia (Sevilla, 25 de agosto de 1945 - ibídem, 13 de julio de 2022), conocido en los medios futbolísticos como Telechía, fue un futbolista español que se desempeñaba como defensor y que desarrolló toda su carrera como jugador en el Real Betis Balompié, con el que disputó más de trescientos partidos.

## Trayectoria
Se formó en la cantera del Real Betis desde el periodo infantil. En la temporada 1963-64 se incorporó al filial Triana Balompié con el que consiguió el ascenso a categoría nacional. En verano de 1966, realizó la pretemporada con el primer equipo que entonces estaba entrenado por Luis Bello, pero el cumplimiento del servicio militar le impidió incorporarse plenamente a la primera plantilla. Debutó profesionalmente esa temporada en segunda división, el 27 de noviembre de 1966, frente a la UD Levante con victoria verdiblanca de 2 a 0. Desde entonces se consolidó en el primer equipo, en el que jugó hasta 1975, durante 9 temporadas en las que disputó 212 partidos oficiales (187 de Liga y 25 de Copa).
Compartió labores defensivas con Eusebio Ríos y tras la retirada de este en 1968, se convirtió en el defensa de referencia del equipo y fue nombrado capitán junto a Rogelio. En su estancia con el Real Betis vivió varios descensos a segunda división y posteriores ascensos a la máxima categoría.

## Retiro
En septiembre de 1975, el club le dio la carta de libertad y decidió abandonar el fútbol activo. Se le tributó un partido de homenaje en el estadio Benito Villamarín, frente al Mónaco, en el que los béticos se impusieron por 5 a 2.

## Muerte
Falleció el 13 de julio de 2022, al no superar el postoperatorio de una intervención quirúrgica a la que fue sometido ese mismo día.

## Clubes
| Club       | País   | Año         |
| ---------- | ------ | ----------- |
| Real Betis | España | 1966 - 1975 |